# Chiesa di Santa Caterina di Tremozia
La chiesa e l'ex convento di Santa Caterina di Tremozia è un luogo di culto cattolico di Almenno San Bartolomeo con connesso convento, in via Castello Rescanzi, sussidiaria della chiesa di San Bartolomeo della provincia e diocesi di Bergamo. La comunità monastica, ebbe una storia molto breve, lasciando però a testimonianza affreschi di notevole interesse di Jacopino Scipioni.

## Storia
Il piccolo convento sorse per volontà di tre giovani donne: Maria Gavazzeni, Cristina Manglini e Angelina Gavazzeni, che nel 1512 lasciarono la loro vita rinunciando a ogni bene per dedicare il proprio tempo alla preghiera, alla meditazione e alla penitenza. Alle tre si aggiunse Bertolomanina, sorella di Maria.
La loro scelta fu accolta anche da altre ragazze che si unirono al gruppo. Il padre di una giovane fece dono di un fabbricato dove le ragazze potessero abitare, abitazione necessaria per ottenere lo stato monastico. La zona era stata già indicata nel Duecento come abitata da Zima filius zamboni de cuoco de galzano in un documento, e successivamente nel Trecento quando è indicata la presenza del castello castro de trmozia seu de moncuco. Vu era inoltre dalla metà del Quattrocento la chiesa di San Bartolomeo di Tremozia, era dunque questa una parte centrale della comunità, dove anche le autorità veneziane posero il loro banchum iuri (banco di giustizia).
Il 1513 vive la zona colpita da una grave epidemia che causò la morte di Angelina, la quale aveva lasciato la propria dote alle sue consorelle. Con questa fu possibile edificare la piccola chiesa. I primi voti monastici furono presi nel 1514 e le prime due giovani presero il nome di suor Caterina e suor Cristina. Il padre Gavazzeni acquistò un nuovo edificio in località Tremozia dove le monache si stanziarono definitivamente con l'edificazione anche di un piccolo luogo di culto dedicato a santa Caterina d'Alessandria. La chiesa fu edificata nel 1515. La comunità fu oggetto di scandalo, quando nel 1516 risultò che una monaca, suor Clara era gravida, forse anche a causa di uno stupro. La cosa giunse all'attenzione del vescovo di Bergamo che tolse il diritto allo stato monacale anche a altre due ragazze. Queste però non fecero altro che lasciare l'ordine benedettino per entrare in quello agostiniano che aveva il convento in prossimità.
Le condizioni della vita monastica divennero sempre più difficili, non solo per i fatti che avevano fatto allontanare le monache ma anche per motivi giudiziari che sconvolsero la vita della comunità per dodici anni. Nel 1535 suor Caterina si ammalò gravemente e i sindaci della Congregazione del Santissimo Sacramento, temendo che la sua eredità passasse agli agostiniani, il 26 aprile fecero irruzione nel convento e forzarono la suora a firmare un testamento a loro favore, cacciando le due monache Cristina e Clara che non accettarono questa volontà. Gli aggressori furono identificati in Pietro Gazini da Ponte, Francesco Rubei de Losettis, Pietro Ianellli del Bosco e Peregrino de Arigettis del Ponte. Questi usarono la violenza picchiando le due suore Monica e Clara e gettando sulla strada antistante con il mobilio del convento mentre queste gridavano per difendersi. I quattro intimarono suor Caterina di non far più entrare le due donne: “Mo ben o sur catherina, se lassate mo venir quelle altre due […] a nostra posta”. Questo fu testimoniato dagli abitati prossimi al convento.
Seguì un periodo di cause legali che si conclusero a favore delle monache che ottennero, anche grazie all'aiuto dell'allora parroco Gian Antonio de Besochis, un risarcimento in denaro. Fu però il vescovo Vittore Soranzo nella sua visita pastorale del 18 maggio 1550 a criticare la vita della comunità obbligando le suore ad abbandonare l'abito talare, e vietando nuovi ingressi nell'ordine. Per questo suor Caterina, la sola rimasta, fu obbligata a chiudere definitivamente il monastero.
I locali, rimasti vuoti per molti anni, furono nel 1617 occupati dai discini fino all'Ottocento. Fu solo negli anni duemila che la chiesa fu oggetto di attenzione nonché di restauro ridando colore e valore agli affreschi presenti.

## Descrizione
Con le soppressioni e la chiusura dei locali, il convento divenne abitazione privata, contrariamente la chiesa continua a essere consacrata anche se usata maggiormente per incontri culturali, che per celebrazioni liturgiche.
La chiesa non è più facilmente individuabile perché inserita in altre abitazioni. Rimangono l'ingresso con i due gradini e l'architrave che poggia su due mensole complete di una lunetta superiore che ospitava un affresco non più identificabile. Il convento era situato a fianco della chiesa, ne rimane una piccola porzione di corpo di fabbrica. Molte parti sono andate perdute dopo la soppressione e inserite in altri fabbricati. L'interno della chiesa, a pianta rettangolare, è a navata unica con copertura lignea a due falde spioventi con formelle in cotto. La zona presbiteriale si presenta con volta a crociera. Le pareti presentano decori e affreschi risalenti al Cinquecento. 
Sopra l'arco trionfale gli affreschi della crocifissione centrale, con a fianco la deposizione dalla croce e a destra Nozze mistiche di santa Caterina. Sulla parete destra vi è il ciclo delle storie di santa Caterina, titolare della chiesa, che si sviluppano in sei riquadri. Vi sono lacerti raffiguranti santa Monica e san Nicola. Sulla parte superiore vi è l'immagine di san Francesco. I dipinti sono riconducibili ai primi anni della comunità monastica e non sono tutti riferibili al medesimo artista.
I dipinti del il ciclo delle storie di santa Caterina per caratteristica pittorica, sono attribuiti a Jacopino Scipioni della famiglia di artisti provenienti da Averara e databile al 1516, con l'edificazione della chiesa. Gli altri lavori sono di artisti minori e di minore qualità.